# EA Sports
EA Sports est une marque de l'entreprise américaine Electronic Arts spécialisée dans les jeux vidéo sportifs.
Il s'agit d'un « sous-label » qui sort des séries de jeux telles que NBA Live, EA Sports FC, NHL, Madden NFL, EA Sports F1
ou encore NASCAR. La plupart des jeux sont développés par EA Vancouver situé à Burnaby en Colombie-Britannique.
De 1991 à 1993, la marque été nommée Electronic Arts Sports Network (EASN).

## Liste de jeux
- EA Sports FC
- Madden NFL
- NHL (série de jeux vidéo)
- EA Sports College Football 25